# Juan González Reyes
Juan González Reyes (Heredia, 27 de junio de 1808  - Ibídem, 11 de abril de 1871) fue un político costarricense.
Hijo de Juan Manuel González y Ulloa y María Josefa Reyes. Casó en primeras nupcias en Heredia, Costa Rica, el 22 de junio de 1833 con Josefa Trejos e Hidalgo, hija de raimundo Trejos y Bogantes y Mercedes Hidalgo y Vidamartel, y en segundas en la misma ciudad el 3 de agosto de 1857 con Estéfana Zumbado y Moya, hija de Nicolás Zumbado y González y Francisca Moya e Hidalgo.
Fue varias veces Diputado. El 25 de junio de 1861 el Congreso lo eligió como Segundo Designado a la Presidencia de la República para terminar el período 1861-1862, por renuncia de Juan Fernando Echeverría Arleguí. Murió en Heredia, en 1871. 